# Jean-Pol François
Jean-Pol François est un apnéiste belge.
Pionnier de l'apnée en Belgique, il est membre-fondateur de la section belge AIDA.
Apnéiste de compétition, il est capitaine de l'équipe nationale belge et l'actuel détenteur des records de Belgique en apnée statique (7 min 39s), dynamique sans palme (135 m), dynamique avec palmes (175 m) et poids constant sans palmes (50 m).
En 2020, il bat également le record des Philippines en apnée statique (8 min 21s).
Il a détenu les records mondiaux de descente en immersion libre, d'apnée statique sur oxygène pur et de record de l'heure, dont le but est d'additionner les apnées statiques sur une heure (59 min 25 s).
En Asie depuis 2010, il passe d'abord 2 ans à Macau où il travaille pour Franco Dragone avant de se déplacer aux Philippines en 2012 pour y rester et y fonder Freediving Planet avec sa partenaire Suzanne Lim,.